# صباح جدوع
صباح جدوع (عربی: صباح جدوع العنزي؛ زادهٔ ۱ مهٔ ۱۹۸۷) یک ورزشکار اهل عربستان سعودی است.
از باشگاه‌هایی که در آن بازی کرده‌است می‌توان به باشگاه فوتبال الفیصلی عربستان سعودی اشاره کرد.